# Opoptera aorsa
Opoptera aorsa é uma borboleta crepuscular e neotropical da família Nymphalidae, subfamília Satyrinae e tribo Brassolini, encontrada na Colômbia, Equador, Peru e Brasil (regiões Centro-Oeste, Norte, Sudeste e Sul). Foi classificada por Godart, com a denominação de Morpho aorsa, em 1824.

## Descrição
São borboletas com asas de coloração marrom escura, em vista superior, apresentando na metade das asas anteriores, em seu ápice, uma faixa dividida de coloração laranja e três pontuações brancas, acima. O verso é mais complexo em sua padronagem, onde se destacam três ocelos distintos um do outro, em cada lado: o primeiro, menor, na metade apical da asa anterior; o segundo, de coloração marrom avermelhada, na metade apical da asa posterior; o terceiro na metade basal da asa posterior, onde se localiza uma projeção pontuda, como uma cauda.

## Hábitos
Esta espécie voa principalmente no crepúsculo, na floresta úmida primária e secundária, ocorrendo do nível do mar até 1.800 metros de altitude. Alimenta-se de esterco de herbívoros ou de frutos fermentados, caídos no solo ou na vegetação. Descansam geralmente na altura de 1 metro da superfície do chão.

## Ciclo de vida
A alimentação das lagartas de Opoptera aorsa constitui-se de plantas de Chusquea ou de Bambusa; mas ela também é encontrada em bananais. O seu ovo é globular e branco, sendo colocado em grupos de 2 a 5 sobre as folhas da planta-alimento. A lagarta é verde-pálida, com uma série de linhas finas marrons e amareladas ao longo da parte traseira e um par de apêndices caudais marrons. A cabeça é marrom pálida e tem um par de longos chifres negros e um curto e pálido chifre em cada lado de sua cabeça. A crisálida é longa e cilíndrica, bronzeada com numerosas estrias finas e escuras, tendo a aparência geral de um pedaço de caule de bambu.

## Subespécies
O. aorsa possui quatro subespécies:
- Opoptera aorsa aorsa - Descrita por Godart em 1824, de exemplar proveniente do Brasil (Rio de Janeiro) / ( = Opoptera aorsa litura - Fruhstorfer, 1907).
- Opoptera aorsa hilaris - Descrita por Stichel em 1901, de exemplar proveniente do Equador.[5][8]
- Opoptera aorsa fuscata - Descrita por Stichel em 1908, de exemplar proveniente do Brasil (Amazonas).
- Opoptera aorsa colombiana - Descrita por Rothschild em 1916, de exemplar proveniente da Colômbia.